# Сцијентизам
Сцијентизам је становиште по којем друштвене науке треба да изоставе из свог фонда сазнања све вредносне судове, односно све оно што не може непосредно да се провери. У том контексту, методологија природних наука треба да представља узор и за друштвене науке.